# Horne Land
Horne Land eller Horneland er en ca. 35 km² stor halvø der vest for Fåborg på det sydvestlige Fyn i Faaborg-Midtfyn Kommune stikker ud i Lillebælt. Mod nord og nordvest ligger Helnæs Bugt og Sønderfjord går mod øst ind til bunden i Horne Krog. Mod øst ligger Fåborg Fjord og mod syd Lyø Krog. Det er et  bakket morænelandskab, der fra den centrale del af halvøen, med det højeste punkt Mormis Høj (60 moh.), skråner ud mod kysterne, der flere steder er præget af et ubevokset marint forland og oddedannelser, der har dannet de tre nor, Alne Nor mod nord, Bøjden Nor  mod vest og Noret ved Dyreborg mod syd.  På halvøen ligger landsbyerne Bjerne, Bøjden og Horne samt hovedgården Hvedholm Slot. Fra Bøjden er der færgeforbindelse til Fynshav på Als, med en overfartstid på 50 minutter 

## Eksterne kilder og henvisninger
1. ↑  "Bøjden-Fynshav". Arkiveret fra originalen 10. maj 2016. Hentet 11. maj 2016.

- Horne Land Arkiveret 30. januar 2022 hos  Wayback Machine Landskabskarakterbeskrivelse og -vurdering område nr. 47 på fmk.dk
- Landskabskarakterområde nr. 47 Horne Land Arkiveret 30. januar 2022 hos  Wayback Machine fmk.dk
- TRAP Danmark 5, bd. 13. Horne Sogn.

55°6′N 10°9′Ø / 55.100°N 10.150°Ø